# 卡拉馬斯 (愛荷華州)
卡拉馬斯（英語：Calamus）是一個位於美國愛荷華州克林頓縣的城市。

## 地理
卡拉馬斯的座標為41°49′36″N 90°45′35″W / 41.82667°N 90.75972°W，而該地的平均海拔高度為213米（即699英尺）。

## 人口
根據2010年美國人口普查的數據，卡拉馬斯的面積為1.24平方千米，當中陸地面積為1.24平方千米，而水域面積為0.00平方千米。當地共有人口439人，而人口密度為每平方千米354人。